# Scoloderus
Genre
Scoloderus est un genre d'araignées aranéomorphes de la famille des Araneidae.

## Distribution
Les espèces de ce genre se rencontrent en Amérique.

## Liste des espèces
Selon World Spider Catalog (version 26, 14/07/2025) :
- Scoloderus ackerlyi Traw, 1996
- Scoloderus cordatus (Taczanowski, 1879)
- Scoloderus gibber (O. Pickard-Cambridge, 1898)
- Scoloderus neilli Díaz-Guevara & Dupérré, 2025
- Scoloderus nigriceps (O. Pickard-Cambridge, 1895)
- Scoloderus tuberculifer (O. Pickard-Cambridge, 1889)

## Systématique et taxinomie
Ce genre a été décrit par Simon en 1887.

## Publication originale
- Simon, 1887 : « Observation sur divers arachnides: synonymies et descriptions. 4. » Annales de la Société Entomologique de France, sér. 6, vol. 7, p. 186-187 (texte intégral).